# 159 km (rejon wołchowski)
159 km (ros. 159 км) – przystanek kolejowy w pobliżu miejscowości Łungaczi, w rejonie wołchowskim, w obwodzie leningradzkim, w Rosji. Położony jest na linii Wołchow - Murmańsk.